# آمفیزم
آمفیزم (به انگلیسی: Emphysema) به معنی نابودی و تخریب پارانشیم ریوی است که منجر به از بین رفتن ویژگی ارتجاعی ریه و از بین رفتن دیوارهٔ کیسه‌های هوایی (حبابکی) ریه (آلوئول‌ها) می‌شود.

## واژه‌شناسی
آمفیزم مشتق از کلمه یونانی φῦσα با تلفظ فیزا به معنای فوت کردم است؛ بنابراین برای هر عضوی که دچار تورم باددار شود استفاده می‌شود، اما عموماً دربارهٔ اتساع حبابچه‌ها استفاده می‌شود.

## آسیب‌شناسی
در اثر آمفیزم ریوی موج QRS کوتاه می‌شود. از پیوستن چند کیسهٔ هوایی یک حفرهٔ بزرگ به وجود می‌آید که موجب کاهش سطح تنفسی و اِشکال در جذب اکسیژن می‌شود. از بین رفتن کشش شعاعی ریه در پی این پروسه، منجر به افزایش تمایل مجاری هوایی به روی هم افتادن یا کولاپس شده و در نهایت موجب پرهوایی ریه و محدودیت جریان هوا در ریه‌ها و گیر افتادن هوا در ریه می‌شود. فضاهای تنفسی بزرگ‌تر و بول‌هایی تشکیل می‌شوند. آمفیزم یکی از اجزای اصلی بیماری مزمن انسدادی ریه است. تمامی سیگاری‌ها به درجاتی از آمفیزم دچار می‌شوند. دراین بیماری دیوارهٔ حبابچه‌ها به تدریج از بین رفته و فرد مبتلا به تنگی نفس می‌شود. پیشروی این بیماری بستگی به تعداد سیگار در روز و تعداد روزهایی که مصرف می‌شود دارد.
آمفیزم معمولاً به تدریج پیشرفت می‌کند و منجر به نارسایی تنفسی می‌شود.

## سبب‌شناسی
علت اصلی آمفیزم کشیدن سیگار است در افراد غیر سیگاری حتی درجات متوسط آمفیزم نادر است. احتمالاً تحریکات ناشی از کشیدن سیگار موجب تخریب یا اختلال در ساخت رشته‌های الاستیک و سایر اجزای سپتوم بین الوئولی می‌شود.
این بیماری در اثر مواجهه شغلی با فلز کادمیوم (مواجهه استنشاقی) نیز به وجود خواهد آمد.
یک شکل وراثتی آمفیزم اثرات مضری را نشان می‌دهد که می‌توانند در اثر تاخوردگی غلط پروتئین‌ها در ER به وجود آیند. این بیماری در اثر یک جهش نقطه‌ای در آلفا۱-آنتی تریپسین ایجاد می‌گردد، که در حالت عادی توسط هپاتوسیت‌ها و ماکروفاژها ترشح می‌شود. پروتئین نوع وحشی به تریپسین و نیز الاستاز خون متصل شده و آن‌ها را مهار می‌کند. در غیاب این پروتئین، الاستاز بافت نرم ریه را، که در جذب اکسیژن شرکت می‌کند، تجزیه می‌نماید، که در نهایت علائم آمفیزم را ایجاد می‌کند.

## انواع امفیزم
آمفیزم در حالت معمول به چهار گروه تقسیم می‌گردد:
- آمفیزم سنتروآسینار
- آمفیزم پان‌آسینار
- آمفیزم پاراسکتال یا آسینار دیستال
- آمفیزم غیرطبیعی یا بی‌قاعده

### آمفیزم سنتروآسینار
بیشتر از ۹۵ درصد آمفیزم‌ها از این نوع بوده و در آن لوب‌های ریه درگیر می‌شوند. در این نوع بیشترین آلوئول‌های درگیر در بخش مرکزی شش‌ها و نزدیک به نایژک‌ها (برونکیول) مرکزی قرار دارند درحالی‌که آلوئول‌های دیستال در وضعیت نرمال و سلامت قرار دارند. آمفیزم سنتروآسینار همراه بیماری‌های ریوی مانند برونشیت مزمن و بیماری انسدادی ریوی خود را نشان می‌دهد.

### آمفیزم پان‌آسینار
در این نوع آمفیزم آلوئول‌های تنفسی افزایش حجم دارند و برخلاف نوع سنترآسینار که میانهٔ ریه را دربر می‌گیرد، این نوع آمفیزم از ابتدای برونکیول تنفسی (جایی که آلوئول شروع شده و تنفس آناتومیک آغاز می‌شود) تا آخرین آلوئول در کف شش‌ها را درگیر می‌کند و در حقیقت بیشترین صدمه را بخش پایینی شش‌ها می‌بینند. علت اصلی این نوع آمفیزم اختلال و کمبود در آلفا۱-آنتی‌تریپسین است.

### آمفیزم پاراسکتال یا آسینار دیستال
این نوع آمفیزم تنها بخش‌های دیستال شش را دربر گرفته و صدمه به آسینارها* در انتهای دیواره‌های همبندی (کانکتیو) و بخش مجاور به پرده جنب (پلئور) در ریه است.

### آمفیزم غیرطبیعی یا بی‌قاعده
آمفیزم بی‌قاعده همانگونه که از نامش پیداست، محل ویژه‌ای نداشته و مکان‌های مختلف آسینار را درگیر می‌کند. از دیگر مشکل‌های این نوع آمفیزم، آسمپتومال بودن و بدون نشانه بودن آن است.

## سیر بالینی
نخستین سمپتوم و نشانهٔ آمفیزم تنگی نفس یا دیسپنه است که شروعی پیش‌رونده و بحرانی دارد. در برخی بیماران وجود سرفه و تنفس سیبیلانت (دارای صفیر) می‌تواند نشانهٔ آمفیزم باشد. در ادامه کاهش وزن که گاهی با سرعت ادامه میابد و اشکال در تنفس پی‌آمد بالینی و کلینیکی آن است.

## درمان نوین
دانشمندان به‌تازگی با آزمایش سلول‌های بنیادین ریه بر روی موش‌های دچار آمفیزم و مشاهدهٔ رشد دوبارهٔ آلوئول و برونکیول برای درمان غیر تهاجمی و بدون جراحی این بیماری به امیدهایی تازه دست یافته‌اند.

با پیشرفت علم بیوتکنولوژی و به کمک ژن فارمینگ، داروی zemaira که یک مهارکننده پروتئینی (آلفا یک آنتی‌تریپسین) است برای درمان بیماران مورد استفاده قرار می‌گیرد.